# تيرينس بلانشارد (ملحن)
تيرينس بلانشارد (بالإنجليزية: Terence Blanchard)‏ هو عازف جاز وملحن أمريكي، ولد في 13 مارس 1962 في نيو أورلينز في الولايات المتحدة.

## وصلات خارجية
- الموقع الرسمي
- تيرانس بلانشارد على موقع IMDb (الإنجليزية)
- تيرانس بلانشارد على موقع ميوزك برينز (الإنجليزية)
- تيرانس بلانشارد على موقع بوكس أوفيس موجو (الإنجليزية)
- تيرانس بلانشارد على موقع قاعدة بيانات برودواي على الإنترنت (الإنجليزية)
- تيرانس بلانشارد على موقع أول ميوزيك (الإنجليزية)
- تيرانس بلانشارد على موقع ديسكوغز (الإنجليزية)
- تيرانس بلانشارد على موقع قاعدة بيانات الفيلم (الإنجليزية)